# Paraxiale benadering
In de geometrische optica verstaat men onder de paraxiale benadering, gaussoptica of gaussbenadering, genoemd naar Carl Friedrich Gauss, een benadering die zich beperkt tot lichtstralen die een kleine hoek met de optische as maken en op kleine afstand van de optische as van de lens of het lenzenstelsel blijven. De benadering bestaat er in dat zowel de sinus als de tangens van de invalshoek in radialen bij kleine invalshoek op het lensoppervlak ongeveer gelijk is aan de hoek zelf. Dat maakt vereenvoudigingen in de berekeningen mogelijk.
Hoe groter de beeldhoek of het diafragmagetal ofwel de openingsverhouding van een objectief, des te groter is de maximale hoek van de invallende stralen, en des te groter zijn ook de afwijkingen ten opzichte van de paraxiale benadering. Om de hieruit resulterende vertekening te bestrijden, zijn zowel lichtsterke objectieven als groothoekobjectieven ontwikkeld. Bepaalde lensoppervlakken zijn daarvoor niet zuiver bolvormig, zijn asferisch, dus ook duur.